# ديلي أجيبوي
أولاديلي منيرو أجيبوي (بالإنجليزية: Oladele Muniru Ajiboye)‏ (7 أغسطس 1990 في أوسوغبو، نيجيريا - ) هو لاعب كرة قدم نيجيري يلعب في مركز حراسة المرمى. شارك مع منتخب نيجيريا تحت 17 سنة لكرة القدم ومنتخب نيجيريا تحت 20 سنة لكرة القدم ومنتخب نيجيريا تحت 23 سنة لكرة القدم. أما مع النوادي، فقد لعب مع شوتينغ ستارز وليفينغ سبرينغز ونادي بونتيفيدرا وناساراوا يونايتد وواري وولفز وويكي توريستس.

## وصلات خارجية
- ديلي أجيبوي على موقع الاتحاد الدولي (مؤرشف)  (الإنجليزية)
- ديلي أجيبوي على موقع قاعدة بيانات كرة القدم.إي يو (الإنجليزية)